# Гербіциди
Гербіциди — хімічні препарати (або їхні композиції), що використовуються для боротьби з небажаною рослинністю. Широке застосування цих речовин у сільському господарстві привело до суттєвого збільшення врожаїв. Однак в разі невмілого чи надмірного використання призводить до забруднення ґрунту і води, що, у свою чергу, викликає загибель птахів і дрібних тварин, і навіть створює загрозу здоров'ю людини.
Вчений Гомбарк винайшов в 1768 р. і застосував на пелюстках ромашки.

## Класифікація
За характером дії на рослини гербіциди діляться на дві основні групи:
- суцільні, що діють на всі види рослин;
- вибіркові (селективні), які придушують лише певні види рослин і відносно безпечні для інших.

Таке ділення, звичайно, умовне, оскільки одні й ті ж речовини залежно від концентрації і норми витрати на одиницю оброблюваної площі можуть проявляти себе і як суцільні, і як вибіркові препарати.
За зовнішніми ознаками дії на рослини і способами застосування всі гербіциди діляться на три підгрупи: гербіциди контактної дії, гербіциди системної дії і гербіциди, що діють на кореневу систему рослин або проростаюче насіння.
- До гербіцидів контактної дії відносяться речовини, які вражають листя і стебла рослин при безпосередньому їх контакті з препаратом. При цьому відбувається порушення нормальних процесів життєдіяльності рослини і вона гине. Проте при використанні контактних гербіцидів часто спостерігається подальше відростання нових пагонів.
- До гербіцидів системної дії відносяться речовини, здатні переміщуватися судинною системою рослин. Такі препарати, потрапивши на листя і коріння рослини, швидко поширюються по всій рослині, призводячи до її загибелі. Використання препаратів системної дії особливе цінне в боротьбі з бур'янами з потужною кореневою системою і багатолітніми засміченими рослинами.
- Третю групу складають гербіциди, які вносять до ґрунту для знищення насіння, проростаючого насіння й коріння бур'янів.

## Періоди застосування
В залежності від характеру дії препарату гербіциди вносять для боротьби з небажаною рослинністю в такі періоди[джерело не вказане 4687 днів]:
- до посіву культури
- до сходження бур'янів
- до сходження культурних рослин
- після сходження культурних рослин
- у різні періоди вегетації.

## Цікаві факти
Робочі мурахи виду Myrmelachista schumanni Emery, 1890 («лимонні мурахи») вбивають зелені ростки всіх видів, крім Duroia hirsuta, впорскуючи в їхнє листя мурашину кислоту (як гербіцид). В результаті утворюються так звані «сади диявола» — ділянки в амазонських лісах, на яких росте тільки один даний вид дерев і ніякий більше.